# Château d'Ares
Le château d'Ares est une forteresse du royaume de Valence, dans la ville d'Ares del Maestrat en Espagne.
Il a été construit entre les XIIIe et XVe siècles sur des vestiges ibères. Tout en haut du piton, on trouve l'enceinte qui comprend une tour (en ruines) de 8 mètres de diamètre. Dans la partie gauche du piton se trouve la piqueta dels moros, une fissure dans la roche pour recueillir l'eau. En descendant, on trouve une plate-forme inférieure où était construite l'agglomération primitive et le bastion d'entrée avec la tour semi-circulaire et la grotte creusée dans la roche, qui traverse cette roche de part en part sur une longueur de 43 m.
Le château a été la première place de l'antique Royaume de Valence qui a été conquise par le roi Jacques le Conquérant  en 1232. La tour a été utilisée pour la dernière fois lors de la Guerre d'Espagne. 